# The Foreigner (película de 2012)
The Foreigner es una película búlgara de comedia y romance de 2012, dirigida por Niki Iliev, que a su vez la escribió, musicalizada por Velickov Dimitar Schmidt, en la fotografía estuvo Grigor Kumitski y los protagonistas son Lubomir Kovatchev, Sanya Borisova y Christopher Lambert, entre otros. El filme fue realizado por New World Films y se estrenó el 16 de marzo de 2012.

## Sinopsis
Un francés se enamora de una búlgara de mal carácter. Intenta encontrarla en el pueblo en el cual ella habita, sin saber cómo es el temperamento ni el idioma de la gente de ese lugar.